# Attilio Lombardo
Attilio Lombardo (Santa Maria la Fossa, 6 gennaio 1966) è un allenatore di calcio ed ex calciatore italiano, di ruolo centrocampista.
È uno dei sei calciatori italiani, insieme a Filippo Cavalli, Giovanni Ferrari, Sergio Gori, Pierino Fanna e Aldo Serena, ad aver vinto lo scudetto con tre società differenti; nel suo caso, con Sampdoria, Juventus e Lazio.

## Biografia
Nel corso della carriera gli sono stati affibbiati vari soprannomi: dapprima Bombetta agli esordi nella Cremonese, quindi Popeye negli anni alla Sampdoria – quello a cui è rimasto più legato – e infine Bald Eagle ("Aquila Calva"), in virtù della sua precoce calvizie, durante la militanza nel Crystal Palace.
Anche suo figlio Mattia, nato nel 1995, è diventato un calciatore.

## Caratteristiche tecniche

### Giocatore

Lombardo (a sinistra) in gol per la Cremonese nel 1987 sul campo di Bologna

Ala destra dotata di propensione al sacrificio e facilità di corsa, Lombardo spiccava per la notevole vitalità atletica e resistenza fisica, qualità che gli consentì di scendere in campo per 144 incontri consecutivi in Serie A.
In carriera ha giocato 613 partite, per un totale di 46 415 minuti, segnando in totale 86 gol e fornendo 9 assist.

## Carriera

### Giocatore

#### Club
Nato nel Casertano e trasferitosi da bambino a Zelo Buon Persico, nel Lodigiano, mosse i primi passi nel calcio professionistico in Serie C2, diciottenne, con la maglia del Pergocrema
Nel 1985 passò alla Cremonese, in Serie B. A Cremona disputò quattro campionati cadetti, tra cui quelli sotto la guida di Tarcisio Burgnich, mettendosi in luce come ala destra capace di incunearsi nelle difese avversarie e di mettere a referto un buon bottino di gol. Con i grigiorossi ottenne nella stagione 1988-1989 la promozione in Serie A, arrivata al termine dello spareggio contro la Reggina: il 25 giugno 1989, sul neutro di Pescara, nell'epilogo ai tiri di rigore fu proprio Lombardo a mettere a segno il penalty decisivo.
Nell'estate del 1989 approdò così in massima serie, ma con la maglia della Sampdoria, cui nel frattempo era stato ceduto per 4 miliardi di lire. A Genova, sotto la guida di Vujadin Boškov, vinse la Coppa delle Coppe 1989-1990, lo storico Scudetto nella stagione 1990-1991 e la Supercoppa italiana 1991, oltre alla Coppa Italia 1993-1994 con Sven-Göran Eriksson in panchina. Nel 1992 disputò anche la finale di Coppa dei Campioni persa ai supplementari contro il Barcellona, risultando tra i migliori in campo.
Nell'estate del 1995 passò alla Juventus di Marcello Lippi per 10,5 miliardi di lire. La prima stagione a Torino fu tuttavia molto sfortunata per Lombardo sul piano personale: un grave infortunio occorsogli nel precampionato (frattura di tibia e perone) lo costrinse a rimanere fermo per molti mesi, per cui il giocatore partecipò da comprimario alle vittorie della Supercoppa italiana 1995 e della UEFA Champions League 1995-1996. Ristabilitosi per l'annata 1996-1997, contribuì alle vittorie dello scudetto, della Coppa Intercontinentale e della Supercoppa UEFA.

Da sinistra: Peruzzi, Lombardo e Torricelli alla Juventus nella stagione 1996-1997

Nel 1997 si trasferì in Inghilterra, dove giocò per una stagione e mezza nel Crystal Palace, che lo acquistò per 5,9 miliardi di lire. Il 13 marzo 1998 assunse il doppio ruolo di giocatore-allenatore della squadra londinese, carica retta ad interim fino al 29 aprile seguente.
Tornò in Italia nel gennaio del 1999 per accasarsi alla Lazio, dove ritrovò l'allenatore Eriksson. Rimase a Roma per i successivi dodici mesi, contribuendo alla conquista dell'ultima edizione della Coppa delle Coppe, della Supercoppa UEFA 1999, del campionato 1999-2000 – il terzo scudetto sella carriera per Lombardo, con altrettanti club diversi – oltreché della Coppa Italia e della Supercoppa italiana nel 2000. Nel gennaio del 2001 tornò quindi alla Sampdoria allenata da Gigi Cagni, in Serie B, dove chiuse la carriera agonistica nel 2002.

#### Nazionale
Lombardo vestì per 18 volte la maglia della nazionale tra il 1990 e il 1997. In maglia azzurra non ebbe molta fortuna: pur avendo preso parte ad alcune gare di qualificazione per i mondiali di Stati Uniti 1994 e Francia 1998, e per gli europei di Svezia 1992 e Inghilterra 1996, non partecipò a nessuna delle fasi finali di queste competizioni.

### Allenatore

#### Gli inizi
Dopo la parentesi sulla panchina del Crystal Palace, dal 13 marzo al 29 aprile 1998, al ritiro dal calcio giocato inizia ad allenare le giovanili della Sampdoria: per tre stagioni gli Allievi Nazionali, e nella stagione 2005-2006 la formazione Primavera. Lascia il ruolo il 18 luglio 2006.
Dal 21 luglio 2006 si siede sulla panchina della squadra svizzera del Chiasso, ma la sua esperienza oltre il Ticino termina il 27 maggio 2007 quando rassegna le dimissioni, ufficialmente per mancanza di stimoli.
Nella stagione 2007-2008 torna alla Sampdoria in veste di osservatore, ma il 24 aprile 2008 lascia l'incarico per subentrare sulla panchina del Castelnuovo, in Serie C2, in sostituzione del dimissionario Massimo Barbuti, guidando la squadra nelle ultime due gare di campionato e nei successivi, vittoriosi play-out. Si dimette dall'incarico il successivo 27 maggio, firmando il giorno successivo per il Legnano che allena nel campionato di Lega Pro Prima Divisione 2008-2009.
Lascia la squadra lilla il 19 giugno 2009, e il 4 luglio seguente si accorda con lo Spezia, in Lega Pro Seconda Divisione. Si dimette dall'incarico il successivo 12 ottobre, a seguito del pari con l'Olbia, lasciando comunque la squadra ligure al terzo posto in classifica.

#### Il sodalizio con Mancini

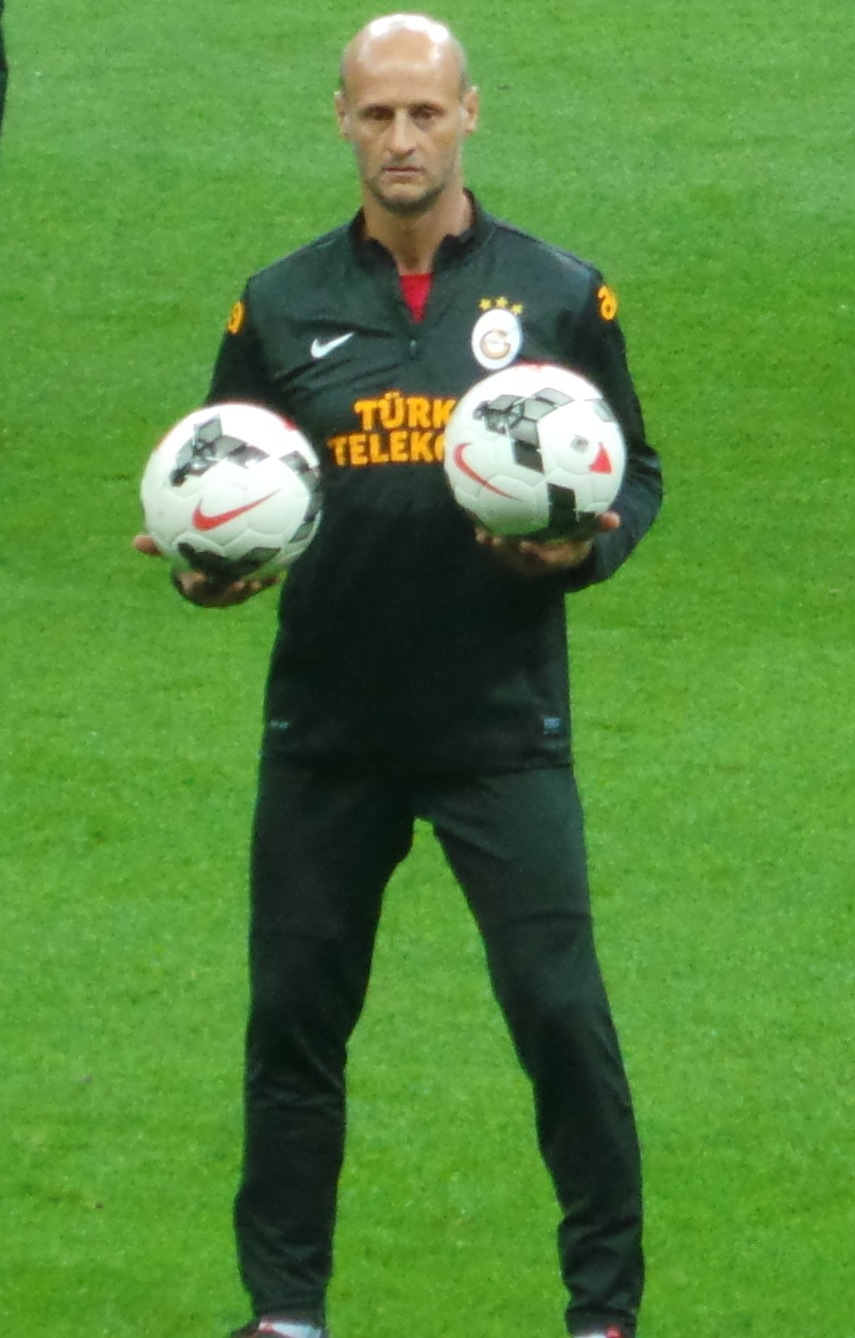
Lombardo nel 2013, nello staff tecnico del Galatasaray.

Il 17 luglio 2010 segue l'ex compagno di squadra Roberto Mancini al Manchester City, ricoprendo il ruolo di osservatore degli avversari. In questa veste, il 13 maggio 2012, festeggia la vittoria del campionato inglese, attesa dai Citizens da ben 44 anni. Il successivo 11 luglio viene nominato allenatore della squadra riserve mancuniana, in sostituzione dell'esonerato Andy Welsh. Conclude il campionato Under-23 al diciannovesimo posto, mentre con l'Under-21 arriva sesto nel proprio girone, non riuscendo ad accedere alla fase successiva. Il 15 maggio 2013 lascia il ruolo dopo l'esonero di Mancini dalla prima squadra, avvenuto due giorni prima.
Nella stagione 2013-2014, ancora al seguito di Mancini, è al Galatasaray come collaboratore tecnico, mentre nella successiva è ingaggiato come vice di Roberto Di Matteo allo Schalke 04; lascia l'incarico il 26 maggio 2015, dopo le dimissioni di Di Matteo. Il 21 maggio 2016, con l'arrivo al Torino di Siniša Mihajlović quale allenatore, ne diventa il vice, venendo esonerato il 4 gennaio 2018 insieme al resto dello staff.
Il 13 marzo 2019 entra nello staff della nazionale italiana come uno degli assistenti del commissario tecnico Mancini. Con questo ruolo, nell'estate 2021 (dopo il rinvio per la pandemia di COVID-19) prende parte alla vittoriosa spedizione azzurra al campionato d'Europa 2020.
Il 4 agosto 2023 viene inizialmente nominato alla guida dell'Italia under 20, al posto di Carmine Nunziata, e sotto il coordinamento tecnico di Mancini; tuttavia non assumerà mai il ruolo poiché dopo poche settimane, stante le dimissioni di Mancini dalla Federazione Italiana Giuoco Calcio, anche Lombardo lascia i quadri tecnici federali, con la panchina dell'Under-20 che passa definitivamente ad Alberto Bollini.
Il 1º settembre 2023 raggiunge Mancini nello staff della Arabia Saudita, in qualità di vice. Il 25 ottobre 2024, con la partenza del tecnico, lascia a sua volta la nazionale saudita.

#### Ritorno alla Sampdoria
Il 7 aprile 2025 viene ufficializzato il suo ritorno alla Sampdoria, in qualità di vice allenatore di Alberico Evani, con cui conducea squadra alla salvezza in Serie B.

## Statistiche

### Presenze e reti nei club
| Stagione              | Squadra               | Campionato            | Campionato | Campionato | Coppe nazionali | Coppe nazionali | Coppe nazionali | Coppe continentali | Coppe continentali | Coppe continentali | Altre coppe | Altre coppe | Altre coppe | Totale | Totale | Totale |
| Stagione              | Squadra               | Comp                  | Pres       | Reti       | Comp            | Pres            | Reti            | Comp               | Pres               | Reti               | Comp        | Pres        | Reti        | Pres   | Reti   |        |
| --------------------- | --------------------- | --------------------- | ---------- | ---------- | --------------- | --------------- | --------------- | ------------------ | ------------------ | ------------------ | ----------- | ----------- | ----------- | ------ | ------ | ------ |
| 1983-1984             | Pergocrema            | C2                    | 7          | 2          | CI-C            | ?               | ?               | -                  | -                  | -                  | -           | -           | -           | 7+     | 2+     |        |
| 1984-1985             | Pergocrema            | C2                    | 31         | 7          | CI-C            | ?               | ?               | -                  | -                  | -                  | -           | -           | -           | 7+     | 2+     |        |
| Totale Pergocrema     | Totale Pergocrema     | Totale Pergocrema     | 38         | 9          |                 | ?               | ?               |                    | -                  | -                  |             | -           | -           | 38+    | 9+     |        |
| 1985-1986             | Cremonese             | B                     | 31         | 4          | CI              | 5               | 0               | -                  | -                  | -                  | -           | -           | -           | 36     | 4      |        |
| 1986-1987             | Cremonese             | B                     | 36+2       | 3+0        | CI              | 10              | 1               | -                  | -                  | -                  | -           | -           | -           | 48     | 4      |        |
| 1987-1988             | Cremonese             | B                     | 37         | 5          | CI              | 5               | 2               | -                  | -                  | -                  | -           | -           | -           | 42     | 7      |        |
| 1988-1989             | Cremonese             | B                     | 37         | 5          | CI              | 5               | 1               | -                  | -                  | -                  | -           | -           | -           | 42     | 6      |        |
| Totale Cremonese      | Totale Cremonese      | Totale Cremonese      | 141+2      | 17+0       |                 | 25              | 4               |                    | -                  | -                  |             | -           | -           | 168    | 21     |        |
| 1989-1990             | Sampdoria             | A                     | 34         | 7          | CI              | 4               | 0               | CdC                | 8                  | 2                  | SI          | 1           | 0           | 47     | 9      |        |
| 1990-1991             | Sampdoria             | A                     | 32         | 3          | CI              | 8               | 1               | CdC                | 6                  | 1                  | SU          | 2           | 0           | 48     | 5      |        |
| 1991-1992             | Sampdoria             | A                     | 34         | 4          | CI              | 6               | 0               | CC                 | 10                 | 4                  | SI          | 1           | 0           | 51     | 8      |        |
| 1992-1993             | Sampdoria             | A                     | 34         | 6          | CI              | 2               | 0               | -                  | -                  | -                  | -           | -           | -           | 36     | 6      |        |
| 1993-1994             | Sampdoria             | A                     | 34         | 8          | CI              | 10              | 5               | -                  | -                  | -                  | -           | -           | -           | 44     | 13     |        |
| 1994-1995             | Sampdoria             | A                     | 33         | 6          | CI              | 4               | 2               | CdC                | 8                  | 2                  | SI          | 1           | 0           | 46     | 10     |        |
| 1995-1996             | Juventus              | A                     | 13         | 2          | CI              | 0               | 0               | UCL                | 4                  | 0                  | SI          | -           | -           | 17     | 2      |        |
| 1996-1997             | Juventus              | A                     | 22         | 0          | CI              | 4               | 0               | UCL                | 6                  | 1                  | SU+CInt     | 2+0         | 1+0         | 34     | 2      |        |
| Totale Juventus       | Totale Juventus       | Totale Juventus       | 35         | 2          |                 | 4               | 0               |                    | 10                 | 1                  |             | 2           | 1           | 51     | 4      |        |
| 1997-1998             | Crystal Palace        | PL                    | 24         | 5          | FACup+CdL       | 0               | 0               | -                  | -                  | -                  | -           | -           | -           | 24     | 5      |        |
| 1998-gen. 1999        | Crystal Palace        | FLC                   | 19         | 3          | FACup+CdL       | 0+4             | 0+2             | Int                | 1                  | 0                  | -           | -           | -           | 24     | 5      |        |
| Totale Crystal Palace | Totale Crystal Palace | Totale Crystal Palace | 43         | 8          |                 | 4               | 2               |                    | 1                  | 0                  |             | -           | -           | 48     | 10     |        |
| gen.-giu. 1999        | Lazio                 | A                     | 14         | 1          | CI              | 1               | 1               | CdC                | 5                  | 0                  | SI          | -           | -           | 19     | 2      |        |
| 1999-2000             | Lazio                 | A                     | 10         | 1          | CI              | 6               | 0               | UCL                | 5                  | 0                  | SU          | 1           | 0           | 22     | 1      |        |
| 2000-gen. 2001        | Lazio                 | A                     | 9          | 0          | CI              | 4               | 2               | UCL                | 7                  | 0                  | SI          | 1           | 0           | 21     | 2      |        |
| Totale Lazio          | Totale Lazio          | Totale Lazio          | 33         | 2          |                 | 11              | 3               |                    | 17                 | 0                  |             | 2           | 0           | 63     | 5      |        |
| gen.-giu. 2001        | Sampdoria             | B                     | 17         | 1          | CI              | -               | -               | -                  | -                  | -                  | -           | -           | -           | 17     | 1      |        |
| 2001-2002             | Sampdoria             | B                     | 17         | 0          | CI              | 2               | 0               | -                  | -                  | -                  | -           | -           | -           | 19     | 0      |        |
| Totale Sampdoria      | Totale Sampdoria      | Totale Sampdoria      | 235        | 35         |                 | 36              | 8               |                    | 32                 | 9                  |             | 5           | 0           | 308    | 52     |        |
| Totale carriera       | Totale carriera       | Totale carriera       | 526        | 73         |                 | 80+             | 17+             |                    | 60                 | 10                 |             | 9           | 1           | 675+   | 101+   |        |

### Cronologia presenze e reti in nazionale
| Cronologia completa delle presenze e delle reti in nazionale ― Italia | Cronologia completa delle presenze e delle reti in nazionale ― Italia | Cronologia completa delle presenze e delle reti in nazionale ― Italia | Cronologia completa delle presenze e delle reti in nazionale ― Italia | Cronologia completa delle presenze e delle reti in nazionale ― Italia | Cronologia completa delle presenze e delle reti in nazionale ― Italia | Cronologia completa delle presenze e delle reti in nazionale ― Italia | Cronologia completa delle presenze e delle reti in nazionale ― Italia |
| Data                                                                  | Città                                                                 | In casa                                                               | Risultato                                                             | Ospiti                                                                | Competizione                                                          | Reti                                                                  | Note                                                                  |
| --------------------------------------------------------------------- | --------------------------------------------------------------------- | --------------------------------------------------------------------- | --------------------------------------------------------------------- | --------------------------------------------------------------------- | --------------------------------------------------------------------- | --------------------------------------------------------------------- | --------------------------------------------------------------------- |
| 22-12-1990                                                            | Limassol                                                              | Cipro                                                                 | 0 – 4                                                                 | Italia                                                                | Qual. Euro 1992                                                       | 1                                                                     |                                                                       |
| 13-2-1991                                                             | Terni                                                                 | Italia                                                                | 0 – 0                                                                 | Belgio                                                                | Amichevole                                                            | -                                                                     | 67’                                                                   |
| 5-6-1991                                                              | Oslo                                                                  | Norvegia                                                              | 2 – 1                                                                 | Italia                                                                | Qual. Euro 1992                                                       | -                                                                     |                                                                       |
| 25-9-1991                                                             | Sofia                                                                 | Bulgaria                                                              | 2 – 1                                                                 | Italia                                                                | Amichevole                                                            | -                                                                     | 57’                                                                   |
| 12-10-1991                                                            | Mosca                                                                 | Unione Sovietica                                                      | 0 – 0                                                                 | Italia                                                                | Qual. Euro 1992                                                       | -                                                                     | 58’                                                                   |
| 31-5-1992                                                             | New Haven                                                             | Italia                                                                | 0 – 0                                                                 | Portogallo                                                            | U.S. Cup 1992                                                         | -                                                                     | 34’                                                                   |
| 4-6-1992                                                              | Boston                                                                | Italia                                                                | 2 – 0                                                                 | Irlanda                                                               | U.S. Cup 1992                                                         | -                                                                     | 73’                                                                   |
| 6-6-1992                                                              | Chicago                                                               | Stati Uniti                                                           | 1 – 1                                                                 | Italia                                                                | U.S. Cup 1992                                                         | -                                                                     | 74’                                                                   |
| 22-9-1993                                                             | Tallinn                                                               | Estonia                                                               | 0 – 3                                                                 | Italia                                                                | Qual. Mondiali 1994                                                   | -                                                                     | 46’                                                                   |
| 16-11-1994                                                            | Palermo                                                               | Italia                                                                | 1 – 2                                                                 | Croazia                                                               | Qual. Euro 1996                                                       | -                                                                     |                                                                       |
| 21-12-1994                                                            | Pescara                                                               | Italia                                                                | 3 – 1                                                                 | Turchia                                                               | Amichevole                                                            | 1                                                                     |                                                                       |
| 25-3-1995                                                             | Salerno                                                               | Italia                                                                | 4 – 1                                                                 | Estonia                                                               | Qual. Euro 1996                                                       | -                                                                     | 57’                                                                   |
| 29-3-1995                                                             | Kiev                                                                  | Ucraina                                                               | 0 – 2                                                                 | Italia                                                                | Qual. Euro 1996                                                       | 1                                                                     | 73’                                                                   |
| 26-4-1995                                                             | Vilnius                                                               | Lituania                                                              | 0 – 1                                                                 | Italia                                                                | Qual. Euro 1996                                                       | -                                                                     |                                                                       |
| 19-6-1995                                                             | Losanna                                                               | Svizzera                                                              | 0 – 1                                                                 | Italia                                                                | Torneo del Centenario della Federazione Svizzera                      | -                                                                     | 77’                                                                   |
| 8-6-1997                                                              | Lione                                                                 | Italia                                                                | 3 – 3                                                                 | Brasile                                                               | Torneo di Francia                                                     | -                                                                     |                                                                       |
| 11-6-1997                                                             | Parigi                                                                | Italia                                                                | 2 – 2                                                                 | Francia                                                               | Torneo di Francia                                                     | -                                                                     |                                                                       |
| 10-9-1997                                                             | Tbilisi                                                               | Georgia                                                               | 0 – 0                                                                 | Italia                                                                | Qual. Mondiali 1998                                                   | -                                                                     | 71’                                                                   |
| Totale                                                                |                                                                       | Presenze                                                              | 18                                                                    |                                                                       | Reti                                                                  | 3                                                                     |                                                                       |

### Statistiche da allenatore
Statistiche aggiornate all'11 ottobre 2009.
| Stagione        | Squadra         | Campionato      | Campionato | Campionato | Campionato | Campionato | Coppe nazionali | Coppe nazionali | Coppe nazionali | Coppe nazionali | Coppe nazionali | Coppe continentali | Coppe continentali | Coppe continentali | Coppe continentali | Coppe continentali | Altre coppe | Altre coppe | Altre coppe | Altre coppe | Altre coppe | Totale | Totale | Totale | Totale | % Vittorie | Piazzamento           |
| Stagione        | Squadra         | Comp            | G          | V          | N          | P          | Comp            | G               | V               | N               | P               | Comp               | G                  | V                  | N                  | P                  | Comp        | G           | V           | N           | P           | G      | V      | N      | P      | %          | Piazzamento           |
| --------------- | --------------- | --------------- | ---------- | ---------- | ---------- | ---------- | --------------- | --------------- | --------------- | --------------- | --------------- | ------------------ | ------------------ | ------------------ | ------------------ | ------------------ | ----------- | ----------- | ----------- | ----------- | ----------- | ------ | ------ | ------ | ------ | ---------- | --------------------- |
| mar.-apr. 1998  | Crystal Palace  | PL              | 7          | 2          | 0          | 5          | -               | -               | -               | -               | -               | -                  | -                  | -                  | -                  | -                  | -           | -           | -           | -           | -           | 7      | 2      | 0      | 5      | 28,57      | Interim               |
| 2006-2007       | Chiasso         | CL              | 34         | 16         | 10         | 8          | CS              | 3               | 2               | 1               | 0               | -                  | -                  | -                  | -                  | -                  | -           | -           | -           | -           | -           | 37     | 18     | 11     | 8      | 48,65      | 4º                    |
| apr.-mag. 2008  | Castelnuovo     | C2              | 0+2        | 1          | 0          | 1          | -               | -               | -               | -               | -               | -                  | -                  | -                  | -                  | -                  | -           | -           | -           | -           | -           | 2      | 1      | 0      | 1      | 50,00      | Sub. vince i play-out |
| 2008-2009       | Legnano         | 1D              | 34         | 7          | 9          | 18         | CI+CI-LP        | 1+1             | 0               | 0               | 1+1             | -                  | -                  | -                  | -                  | -                  | -           | -           | -           | -           | -           | 36     | 7      | 9      | 20     | 19,44      | 18º (retr.)           |
| lug.-ott. 2009  | Spezia          | 2D              | 8          | 3          | 3          | 2          | CI+CI-LP        | 1+4             | 0               | 0+1             | 1+3             | -                  | -                  | -                  | -                  | -                  | -           | -           | -           | -           | -           | 13     | 3      | 4      | 6      | 23,08      | Dimis.                |
| Totale carriera | Totale carriera | Totale carriera | 83+2       | 28+1       | 22         | 33+1       |                 | 10              | 2               | 2               | 6               |                    | -                  | -                  | -                  | -                  |             | -           | -           | -           | -           | 95     | 31     | 24     | 40     | 32,63      |                       |

## Palmarès

### Giocatore

#### Club

##### Competizioni nazionali

Da sinistra: Crespo, López, Verón, Sensini e Lombardo festeggiano il successo della Lazio nella Supercoppa italiana 2000

- Campionato italiano: 3

Sampdoria: 1990-1991
Juventus: 1996-1997
Lazio: 1999-2000
- Supercoppa italiana: 3

Sampdoria: 1991
Juventus: 1995
Lazio: 2000
- Coppa Italia: 2

Sampdoria: 1993-1994
Lazio: 1999-2000

##### Competizioni internazionali

Lombardo (a destra) e Ferrara festeggiano il successo della Juventus nella Supercoppa UEFA 1996

- Coppa delle Coppe: 2

Sampdoria: 1989-1990
Lazio: 1998-1999
- UEFA Champions League: 1

Juventus: 1995-1996
- Coppa Intercontinentale: 1

Juventus: 1996
- Supercoppa UEFA: 2

Juventus: 1996
Lazio: 1999

#### Individuale
- Capocannoniere della Coppa Italia: 1

1993-1994 (5 gol)